# Kill The Noise
Kill The Noise, é o nome artístico de Jacob Stanczak, um DJ e produtor de Rochester, Nova York.
Sua colaboração com Skrillex, Fatman Scoop e Michael Angelakos, "Recess", entrou no UK Singles Chart no número 57. A música é a faixa-título do álbum de estréia de Skrillex, Recess. Ele atuou no Coachella, Electric Daisy Carnival (EDC), Lollapalooza e Hardfest.

## Carreira
Em 2006, Stanczak gravou uma mistura de DJ para o Barcode Recordings LP Shades Of Black que foi destaque em sua versão de CD. Ele já passou pelo nome "Ewun" até 2008. Ele também apareceu em vários álbuns de compilação sob o nome.
Em 2011, Kill The Noise produziu e foi apresentado em "Narcissistic Cannibal" e "Fuels The Comedy" do décimo álbum de estúdio de Korn, The Path of Totality. "Narcissistic Cannibal" foi lançado como single em 18 de outubro de 2011, com o álbum seguinte em 6 de dezembro de 2011. Em 3 de fevereiro de 2012, Stanczak subiu ao palco com Korn para tocar no Jimmy Kimmel Live!.
Kill The Noise trabalhou em várias trilhas sonoras de filmes principais, como Teenage Mutant Ninja Turtles, Zoolander 2 e XXX: The Return of Xander Cage.
Em 2017, a colaboração do Kill The Noise com o Skrillex e 12th Planet, "Right On Time", foi remixada pelos DJs ,  Not Sorry e Wildboyz. Ele também colaborou com Madsonik e Tom Morello para lançar o single "Divebomb".

## Discografia

### Albums & EPs
| Titulo                 | Detalhes                                                                                            | Lista de faixas |
| ---------------------- | --------------------------------------------------------------------------------------------------- | --- |
| Roots EP               | - Lançamento: 6 de abril de 2010 - Gravadora: Slow Roast Records - Formatos: Digital download       | - Roots - Jokes On You - My World - Perfect Combination |
| Kill Kill Kill EP      | - Lançamento: 22 de Novembro de 2011 - Gravadora: OWSLA - Formatos: Digital download                | - Kill the Noise, Pt. 1 - Deal With It - Real Life? - She Likes to Party - Talk to Me - Dying (feat. Ultraviolet Sound & Emily Hudson) - Kill the Noise, Pt. 1 (Dillon Francis Remix) - Dying (Brown & Gammon Remix) [feat. Ultraviolet Sound & Emily Hudson] - Kill the Noise, Pt. 1 (Alvin Risk Remix) - Deal With It (KOAN Sound Remix) |
| Roots Remixed EP       | - Lançamento: 24 de Julho de 2012 - Gravadora: Slow Roast Records - Formatos: Digital download      | - Jokes On You (Kill the Noise Remix) - Roots (Brillz Remix) - My World (Torro Torro Remix) - Perfect Combination (Codes Remix) - Roots (Will Bailey Remix) - Perfect Combination (Kastle Slow Motion Remix) |
| Lightspeed Remixes EP  | - Lançamento: 13 de Setembro de 2012 - Gravadora: OWSLA - Formatos: Digital download                | - Lightspeed (The M Machine Remix) - Lightspeed (Zane Lowe Remix) - Lightspeed (Plastician's "Light N' Slow" Remix) |
| Black Magic EP         | - Lançamento: 6 de Novembro de 2012 - Label: OWSLA - Formatos: Digital Download                     | - Black Magic (Kill the Noise, Pt. 2) - Jump Ya Body (feat. Mercedes) - Rockers - Mosh It Up - Thumbs Up (For Rock N' Roll) [with Feed Me] - Saturn (with Brillz & Minxx) - To Be Continued... (feat. Evan Duffy) |
| Black Magic Remixes EP | - Lançamento: 3 de Setembro de 2013 - Label: OWSLA - Formatos: Digital Download                     | - Saturn (Kill Paris Remix) - Mosh It Up (Henry Fong Remix) - Rockers (Bro Safari & UFO! Remix) - Saturn (GTA Remix) - Jump Ya Body (LOUDPVCK Remix) [feat. Mercedes] - Thumbs Up (Kill the Noise Remix) - Jump Ya Body (ExMAG Remix) [feat. Mercedes] - Black Magic (Jonah Kay & Dead the Noise Remix) - Talk to Me (Brillz Remix) - Rockers (Nick Thayer Remix) [Nest Exclusive] - Saturn (Amtrac Remix) [Nest Exclusive] - Jump Ya Body (Durante Remix) [feat. Mercedes] [Nest Exclusive]                                                       |
| Recess Remixes EP      | - Lançamento: 7 de Julho de 2014 - Gravadoras: OWSLA, Big Beat Records - Formatos: Digital Download | - Recess (Milo & Otis Remix) - Recess (Valentino Khan Remix) - Recess (Ape Drums Remix) - Recess (Flux Pavilion Remix) |
| Far Away Remixes EP    | - Lançamento: 31 de Julho de 2015 - Gravadora: Slow Roast Records - Formatos: Digital Download      | - Far Away (MUST DIE! Remix) - Far Away (Habstrakt Remix) |
| Occult Classic LP      | - Lançamento: 9 de Outubro de 2015 - Label: OWSLA - Formats: Digital Download, CD                   | - Kill It 4 The Kids (feat. AWOLNATION & Rock City) - FUK UR MGMT - Mine (with Bryn Christopher) - I Do Coke (with Feed Me) - Without A Trace (feat. Stalking Gia) - Louder (with Tommy Trash, feat. Rock City) - Dolphin On Wheels (with Dillon Francis) - Lose Ya Love - Spitfire Riddim (with Madsonik, feat. twoton) - All In My Head (feat. AWOLNATION) |
| Alt Classic LP         | - Lançamento: 13 de Maio de 2016 - Gravadora: OWSLA - Formato: Digital Download                     | - Kill It 4 The Kids (Nom De Strip Remix) - FUK UR MGMT (Snails Remix) - FUK UR MGMT (Wuki Remix) - I Do Coke (Ephwurd Remix) - I Do Coke (Snort & Leisure Remix) - Mine (Getter Remix) - Without a Trace (Kill The Noise and Virtual Riot Remix) - Without a Trace (Loudpvck Remix) - Lose Ya Love (Busted by Herobust) - Dolphin on Wheels (Moksi Remix) - Dolphin on Wheels (Rickyxsan Remix) - Louder (Twine Remix) - Spitfire Riddim (Boombox Cartel Remix) - All In My Head (Darren Styles & Gammer Remix) - All In My Head (Team EZY Remix) |

### Singles
| Ano  | Título                                     | Gravadora      |
| ---- | ------------------------------------------ | -------------- |
| 2008 | "Kill Kill Kill"                           | Nitrus Records |
| 2012 | "Lightspeed" (com Datsik)                  | OWSLA          |
| 2014 | "Far Away" (com Feed Me)                   | Slow Roast     |
| 2015 | "Louder" (com Tommy Trash part. Rock City) | OWSLA          |

## Remixes
| Ano  | Canção                                              | Artista Original                      | Album                                         |
| ---- | --------------------------------------------------- | ------------------------------------- | --------------------------------------------- |
| 2008 | "Circus" aka "She Likes To Party"                   | Britney Spears                        | Unreleased                                    |
| 2008 | "Lo Sforzo"                                         | Ocelot                                | Unreleased                                    |
| 2008 | "Can't Give You Up"                                 | Cryptonites                           | Unreleased                                    |
| 2008 | "Call Me Up"                                        | Chromeo                               | Unreleased                                    |
| 2008 | "American Boy"                                      | Estelle featuring Kanye West          | American Boy - EP                             |
| 2008 | "Breakfast"                                         | Le Le                                 | Breakfast (Remixes)                           |
| 2008 | "All Too Vivid"                                     | VEGA                                  | Unreleased                                    |
| 2009 | "New Era"                                           | Retro Kidz                            | Unreleased                                    |
| 2009 | "Pennies"                                           | Lady Sovereign                        | Unreleased                                    |
| 2009 | "Mothers Talk"                                      | Tears For Fears                       | Unreleased                                    |
| 2010 | "Right Hand Hi"                                     | Kid Sister                            | Right Hand Hi (Kill The Noise Remix) - Single |
| 2011 | "Never Will Be Mine"                                | Rye Rye featuring Robyn               | Never Will Be Mine (The Remixes)              |
| 2011 | "Talk Box"                                          | KOAN Sound                            | Funk Blaster - EP                             |
| 2011 | "Still Speedin'"                                    | Sway                                  | Still Speedin' - EP                           |
| 2011 | "Growin' Up In The Gutter"                          | Yelawolf                              | HTC X Squared #10                             |
| 2011 | "Under and Over It"                                 | Five Finger Death Punch               | Non-album single                              |
| 2011 | "Under & Over It" (Kill The Noise VIP Remix)        | Five Finger Death Punch               | Unreleased                                    |
| 2011 | "Spitfire"                                          | Porter Robinson                       | Spitfire                                      |
| 2012 | "Diplodocus"                                        | Noisia                                | Split The Atom (Special Edition)              |
| 2012 | "Must Be The Feeling"                               | Nero                                  | Must Be The Feeling (Remixes) - EP            |
| 2012 | "Jokes On You"                                      | Kill The Noise                        | Roots Remixed - EP                            |
| 2012 | "Tornado" (Kill The Noise Remix) (featuring Polina) | Tiësto & Steve Aoki                   | Tornado (Remixes) - EP                        |
| 2013 | "Ghosts In The Machine"                             | The M Machine                         | Metropolis Remixed EP                         |
| 2013 | "Thumbs Up"                                         | Kill The Noise & Feed Me              | Black Magic Remixes EP                        |
| 2014 | "NRG" (with Skrillex and Milo & Otis)               | Duck Sauce                            | NRG - Single                                  |
| 2014 | "Turn Up"                                           | Gent & Jawns                          | Faded EP                                      |
| 2014 | "Freeway" (with Flux Pavilion)                      | Flux Pavilion                         | Freeway Remixes                               |
| 2014 | "Mountains and Molehills" (with Bro Safari)         | Flux Pavilion featuring Turin Brakes  | Freeway Remixes                               |
| 2015 | "Parental Advisory"                                 | GTA                                   | Death To Genres Vol. 1.5 (Remixes)            |
| 2016 | "Propaganda"                                        | DJ Snake                              | Propaganda EP                                 |
| 2016 | "Drift And Fall Again"                              | Madsonik featuring Lola Marsh         | Criminal (Original Motion Picture Soundtrack) |
| 2016 | "Without A Trace" (with Virtual Riot)               | Kill The Noise featuring Stalking Gia | Alt Classic Remix LP                          |
| 2016 | "I Do Coke" (with Feed Me as Snort & Leisure)       | Kill The Noise                        | Alt Classic Remix LP                          |
| 2016 | "Rip N Dip"                                         | Getter                                | Rip N Dip Remixes                             |
| 2017 | "Like A Bitch"                                      | Zomboy                                | Neon Grave Remixed                            |

### Outras aparições
| Ano  | Título                                                  | Artista                                | Álbum                                   |
| ---- | ------------------------------------------------------- | -------------------------------------- | --------------------------------------- |
| 2010 | "Muscle Rollers"                                        | Feed Me                                | Feed Me's Big Adventure                 |
| 2011 | "Bring Out The Devil (with Skrillex)"                   | SOFI                                   | Locked And Loaded: Part 2               |
| 2011 | "Fuels The Comedy"                                      | Korn                                   | The Path of Totality (Special Edition)  |
| 2011 | "Right On Time (with 12th Planet)"                      | Skrillex                               | Bangarang                               |
| 2012 | "Narcissistic Cannibal (with Skrillex)"                 | Korn                                   | Narcissistic Cannibal (The Remixes)     |
| 2012 | "Burst (with Skrillex and GMCFOSHO)"                    | 12th Planet                            | The End Is Near! EP, The End! EP        |
| 2012 | "Kill The Noise"                                        | Dillon Francis                         | Something, Something, Awesome.          |
| 2014 | "Recess" (featuring Fatman Scoop and Michael Angelakos) | Skrillex                               | Recess                                  |
| 2014 | "Shell Shocked" (featuring Madsonik)                    | Juicy J, Wiz Khalifa and Ty Dolla $ign | Teenage Mutant Ninja Turtles Soundtrack |

## Referencias
1. ↑  «Kill The Noise Is Bringing His Live Show Down Under In March & April». theMusic (em inglês). 11 de fevereiro de 2017. Consultado em 14 de fevereiro de 2017
2. ↑  Brown, Lisa (28 de março de 2016). «Kill the Noise & Feed Me Reveal New Collaboration». Billboard. Consultado em 14 de fevereiro de 2017
3. ↑  «Kill The Noise Is Bringing His Live Show Down Under In March & April». theMusic (em inglês). 11 de fevereiro de 2017. Consultado em 14 de fevereiro de 2017
4. ↑  Lee, Valerie (23 de maio de 2016). «Kill The Noise and Friends in The Lab LA». Mixmag. Consultado em 14 de fevereiro de 2017
5. ↑  Florino, Rick. «Live Review: Korn with special guest Kill The Noise – Jimmy Kimmel Live!». Artists Direct. Rogue Network. Consultado em 27 de fevereiro de 2012
6. ↑  «Kill The Noise Is Bringing His Live Show Down Under In March & April». theMusic (em inglês). 11 de fevereiro de 2017. Consultado em 14 de fevereiro de 2017
7. 1 2  Makwana, Harsh (2 de fevereiro de 2017). «Skrillex, 12th Planet, Kill The Noise - Right On Time (not sorry & Wild Boyz! Remix) [Free Download] - The Bangin Beats». The Bangin Beats (em inglês). Consultado em 14 de fevereiro de 2017
8. ↑  Talwar, Pia (13 de fevereiro de 2017). «Madsonik Releases Hot New Single, "Divebomb"». Noiseporn. Consultado em 14 de fevereiro de 2017
9. ↑  Andrew Claps (19 de janeiro de 2017). «Your EDM Exclusive: Madsonik Enlists Tom Morello & Kill The Noise For "Divebomb"». Your EDM. Consultado em 14 de fevereiro de 2017
10. ↑  «Kill the Noise & Feed Me - Far Away»
11. ↑  «HTC X Squared #10: Yelawolf , "Growin Up in the Gutter (Kill The Noise Remix)" MP3». The Fader. 22 de dezembro de 2011